# Heinz Heigl
Heinz Heigl (* 26. November 1901 im Böhmerwald; † 20. April 1987 in Duddenhausen) war ein deutscher Sportler und Trainer. Er ist Begründer der Konditions-Therapie Methode Heigl.

## Leben
Heinz Heigl war Offizier und Ausbilder an der Heeressportschule Wünsdorf, wo er die deutsche Olympiamannschaft im modernen Fünfkampf trainierte. Ein Mitglied dieser Mannschaft, Gotthard Handrick, gewann 1936 eine Goldmedaille.
Von 1945 bis 1950 war Heigl in sowjetischer Kriegsgefangenschaft. Dort lernte er einen japanischen Oberst kennen, von ihm übernahm er das tägliche Körpertraining.
In Damaskus und Beirut hatte er von 1950 bis 1963 diplomatische Aufgaben inne. In Syrien baute er eine Sportschule auf.
Nach seiner Rückkehr nach Deutschland ließ er sich 1963 mit seiner Frau Irmhild in Duddenhausen nieder, einem Ortsteil von Bücken in Niedersachsen. Dort lebte er bis zu seinem Tod im Jahr 1987. In dieser Zeit widmete er sich dem modernen Körpertraining und entwickelte die Konditions-Therapie Methode Heigl, die auch als Heigln bezeichnet wird.
Prinzipien der Therapie sind: Die Übungen sollen leicht erlernbar und leicht, d. h. auch für Erkrankte, durchführbar sein, die Übungen sollen im Freien und „auf gewachsenem Boden“ durchgeführt werden, Anspannung und Entspannung sollen im Wechsel erfolgen, wobei auf eine „harmonische Atmung“ geachtet werden soll. Die Bewegungseinheiten bestehen aus Dehn-, Streck-, Schwung-, Lauf- und Entspannungsübungen, die nach Möglichkeit in der Gruppe durchgeführt werden sollen. Die Therapie wird durch einen eingetragenen Verein, der Lehrkräfte in dieser Therapieform ausbildet, unter dem Namen Bewegungstraining Methode Heigl e. V. weitergeführt. Große Teiles seines Nachlasses befinden sich im Archiv des  Niedersächsischen Institut für Sportgeschichte.

## Ehrungen
Nach Heigls Tod wurde seiner Frau für die gemeinsamen Verdienste das Verdienstkreuz am Bande verliehen.